# Acadèmia Suïssa de Ciències Naturals

Logo de les Acadèmies d'Arts i Ciències Suïsses.

L'Acadèmia suïssa de ciències naturals (SCNAT) és una associació fundada a Suïssa el 1815. Es dedica a la promoció de la ciència i el seu impacte a nivell de la política de la societat.
Fundada com la "Societat helvètica de ciències naturals (Société helvétique des sciences naturelles) el 6 d'octubre de 1815 a Salève, que pren el seu nom actual el 1988, quan la llei en la investigació, la Confederació Suïssa la designa com una institució de foment de la recerca.